# Ходячие мертвецы (6-й сезон)
Шестой сезон американского зомби-апокалиптического телесериала «Ходячие мертвецы», разработанного Фрэнком Дарабонтом на основе одноименной серии комиксов авторства Роберта Киркмана, Тони Мура и Чарли Адларда. Премьера шестого сезона состоялась 11 октября 2015 года на канале AMC, и он состоит из 16 эпизодов. Исполнительными продюсерами выступили Киркман, Дэвид Алперт, Скотт М. Гимпл, Грег Никотеро, Том Луз и Гейл Энн Хёрд, причём Гимпл является шоураннером уже третий сезон подряд. Шестой сезон получил положительные отзывы от критиков. Сезон был номинирован на множество наград и выиграл три, включая премию «Сатурн» за лучший телесериал в жанре хоррор.
Этот сезон адаптирует материал из выпусков #78—100 из комиксов, и в нём представлены заметные персонажи из комиксов, среди которых Хит (Кори Хокинс), доктор Дениз Клойд (Мерритт Уивер), Дуайт (Остин Амелио), Пол «Иисус» Ровиа (Том Пэйн), Грегори (Ксандер Беркли) и Ниган (Джеффри Дин Морган). После смерти Пита, сезон продолжает историю Рика Граймса (Эндрю Линкольн) и его группы, которые должны сделать шаг назад от насилия, которое они приняли, поскольку многочисленные угрозы заставляют их принять менталитет твёрдости.
Первая половина сезона сосредоточена на том, как группа всё ещё испытывает трудности с ассимиляцией в Александрии, что ведёт сообщество через серию кризисов, включая выманивание угрозы массивного стада ходячих подальше от близлежащего карьера, нападение опасных мародёров, известных как «Волки», и вторжение гигантского полчища в Александрии. Вторая половина сезона сосредоточена на открытии группой нового сообщества выживших, Хиллтоп, с которым они становятся союзниками, и на их общем противостоянии обширной организации враждебных выживших, известных как «Спасители».

## Актёрский состав

### Главные роли
В шестом сезоне участвуют восемнадцать основных актёров, причём десять из них указаны в начальной заставке сериала, а остальные восемь указаны в графе «также в главных ролях». Соникуа Мартин-Грин и Ленни Джеймс добавлены в начальную заставку, хотя раньше они были указаны в графе «также в главных ролях» в предыдущих сезонах. Стивен Ён, который играет Гленна Ри, был убран из начальной заставки после эпизода «Спасибо» и возвращается в эпизоде «Берегись». Также в графе «также в главных ролях» указаны Джош Макдермитт, Кристиан Серратос, Аланна Мастерсон, Сет Гиллиам, Александра Брекенридж, Росс Маркуанд, Остин Николс и Това Фелдшу, которые были повышены со статуса повторяющихся актёров.

#### Основной состав
- Эндрю Линкольн — Рик Граймс, протагонист сериала, который изо всех сил пытается уравновесить свою жестокость и человечность, и создать стабильную жизнь для своих двух детей[3].
- Норман Ридус — Дэрил Диксон, главный охотник группы и вербовщик для Александрии[3].
- Стивен Ён — Гленн Ри, мужественный и отзывчивый муж Мэгги, а также один из первых членов группы, известный своей находчивостью и стратегическим умом[3].
- Лорен Коэн — Мэгги Грин, волевая и решительная жена Гленна, которая теперь является единственной выжившей из своей семьи после смерти её отца, Хершела, и сестры, Бет[3].
- Чендлер Риггз — Карл Граймс, сын Рика, который справляется с взрослением в постапокалиптическом мире[3].
- Данай Гурира — Мишонн, бесстрашная воительница с катаной, потерявшая свою семью[3].
- Мелисса Макбрайд — Кэрол Пелетье, бывшая жертва домашнего насилия, которая после смерти дочери становится сильной, безжалостно прагматичной выжившей[3].
- Майкл Кадлиц — сержант Абрахам Форд, бывший военный сержант и бойфренд Розиты, который имеет некоторый интерес к Саше[3].
- Ленни Джеймс — Морган Джонс, первый выживший, с которым Рик когда-либо сталкивался, который наконец-то примирился с окружающим миром[3].
- Соникуа Мартин-Грин — Саша Уильямс, бывший пожарный, которая страдала от ПТСР после смерти её брата, Тайриза, и бойфренда, Боба[3].

#### Также в главных ролях
- Джош Макдермитт — Юджин Портер, выживший, спасённый Абрахамом и выдававший себя за учёного, который мог вылечить зомби-вирус.
- Кристиан Серратос — Розита Эспиноса, прагматичная оптимистка, которая защищает тех, кто её окружает, и подруга Абрахама.
- Аланна Мастерсон — Тара Чамблер, бывшая союзница Губернатора и единственная выжившая из своей семьи.
- Сет Гиллиам — Гэбриэл Стоус, священник, который жил один в своей церкви в начале вспышки вируса и теперь стремится искупить свои действия в предыдущем сезоне.
- Александра Брекенридж — Джесси Андерсон, жительница Александрии, которая долгие годы жила с жестоким мужем Питом.
- Росс Маркуанд — Аарон, Александрийский вербовщик, который привёл группу Рика в Александрию.
- Остин Николс — Спенсер Монро, единственный живой сын Дианы и страж в Александрии.
- Това Фелдшу — Диана Монро, бывшая конгрессвумен и лидер Александрии, недавно потерявшая мужа и сына, которая обращается к Рику за помощью в руководстве общиной.

### Повторяющиеся роли

#### Александрия
- Мерритт Уивер — доктор Дениз Клойд, врач в Александрии и любовный интерес Тары[4][5].
- Кори Хокинс — Хит, поставщик припасов для Александрии[3].
- Джейсон Дуглас — Тобин, бригадир строительной бригады Александрии.
- Остин Абрамс — Рон Андерсон, старший сын Джесси, который злится на Рика за то, что он казнил его жестокого отца.
- Мейджор Додсон — Сэм Андерсон, младший сын Джесси, который очень привязан к Кэрол.
- Кейтлин Нейкон — Энид, подросток, которая недавно поселилась в Александрии спустя несколько месяцев выживания снаружи после смерти родителей, и которая сформировала связь с Карлом[6].
- Энн Махони — Оливия, жительница Александрии, которая следит за поставкой припасов для Александрии.
- Кенрик Грин — Скотт, поставщик припасов для Александрии[7].
- Бет Кинер — Энни, поставщица припасов для Александрии.
- Тед Хакаби — Брюс, член строительной бригады Александрии.
- Джей Хьюджули — Дэвид, житель Александрии, который добровольно участвует в плане Рика по отвлечению ходячих.
- Далия Лего — Фрэнсин, член строительной бригады Александрии.
- Майкл Трэйнор — Николас, изначально коварный, высокомерный и трусливый житель Александрии, который позже пытается искупить свои прошлые поступки[6].
- Джордан Вудс-Робинсон — Эрик Райли, бойфренд и бывший партнёр Аарона по вербовке.
- Итан Эмбри — Картер, житель Александрии, который сомневается в суждениях Рика[4][5].
- Мэнди Кристин Керр — Барбара, жительница Александрии.
- Сьюзи Спиар Пёрселл — Шелли Нидермайер, жительница Александрии, одержимая идеей приобрести макаронную машину.
- Тиффани Морган — Эрин, жительница Александрии и друг Кэрол.

#### Хиллтоп
- Том Пэйн — Пол «Иисус» Ровиа, член и скаут Хиллтопа[8].
- Ксандер Беркли — Грегори, высокомерный лидер Хиллтопа[9].
- Р. Кит Харрис — доктор Харлан Карсон, врач в Хиллтопе.
- Джеймс Чен — Кэл, страж в Хиллтопе.
- Питер Циммерман — Эдуардо, страж в Хиллтопе.
- Карен Сизей — Берти, резидент Хиллтопа.
- Джереми Палко — Энди, житель Хилтоппа.
- Бретт Джентайл — Фредди, житель Хилтоппа.
- Кимберли Лиманс — Кристал, жительница Хилтоппа.
- Джастин Куксулайн — Итан, житель Хиллтопа, чей брат был захвачен Ниганом.

#### Спасители
- Джеффри Дин Морган — Ниган, таинственный лидер группы под названием «Спасители», которой он правит в тирании, и невидимый антагонист  во второй половине сезона[10].
- Стивен Огг — Саймон, член «Спасителей» и правая рука Нигана.
- Остин Амелио — Дуайт, член «Спасителей», который похищает Дэрила[11] и формирует враждебное соперничество с ним. Первоначально он известен Дэрилу как «Д».
- Кристин Евангелиста — Шерри, бывшая няня и жена Дуайта.
- Лиз Э. Морган — Тина, сестра Шерри, страдающая диабетом.
- Алисия Уитт — Пола, член группы Нигана, лейтенант «Спасителей»[12]. Некогда покорная женщина, потерявшая свою семью и ставшая нераскаявшейся убийцей, она является аналогом Кэролом.
- Джинэнн Гуссен — Мишель, член группы Полы и аналог Мэгги.
- Джилл Джейн Клеменс — Молли, пожилой член группы Полы.
- Рас Блэквелл — Донни, жестокий член группы Полы.
- Джимми Гонсалес — Примо, Спаситель, захваченный группой Рика.
- Кристофер Берри — лейтенант, член мотоциклетной банды «Спасителей». Хотя у персонажа нет конкретного имени, Берри лично назвал его Бадом[13].
- Рич Кероло — Джиро, член группы Романа и лейтенант патруля «Спасителей».
- Стюарт Грир — Роман, Спаситель, который охотится на Карла.

#### Прочие
- Бенедикт Сэмюэл — безымянный лидер «Волков» и главный антагонист первой половины сезона. Шоураннер Скотт М. Гимпл сказал, что одним из возможных имён для персонажа является «Оуэн»[14].
- Джон Кэрролл Линч — Истман, выживший, который перевоспитывает Моргана и обучает его айкидо.
- Дэниел Ньюман — Дэниел, один из лучших солдат Иезекииля, поддерживает короткую и враждебную встречу с Риком.

## Производство
7 октября 2014 года AMC продлило «Ходячих мертвецов» на шестой сезон. Скотт М. Гимпл сказал, что шестой сезон продолжит ремиксировать материал из комиксов, и объяснил, что у некоторых персонажей будут истории-флэшбэки:

«Есть и другие люди, которых мы увидим в течение всего сезона из комикса, и я очень рад, что люди увидят это, но я не хочу говорить им сейчас. Я думаю о нескольких незначительных ремиксах, но и о некоторых прямых вещах из комикса, насколько это касается этих персонажей.
Я думаю, что есть действительно классный аспект в первой половине сезона, которая служит почти приквелом к некоторым прямым вещам из комиксов во второй половине сезона. Я думаю, что есть способ, которым Роберт создавал некоторые из своих историй, к которым мы приближаемся, у которых было реальное прошлое, где люди ссылаются на некоторые вещи в прошлом из комиксов. И мы можем изобразить некоторые из этих предысторий некоторыми способами, которые вы не смогли увидеть в комиксах.»

### Съёмки
Съёмки сезона начались в Сенойе, Джорджии, в начале мая 2015 года, а завершились 17 ноября 2015 года. В сезоне присутствуют три расширенных эпизода, вышедших в эфир в расширенный в 90-минутный временной слот: премьера сезона, четвёртый эпизод и финал сезона.

### Кастинг
К актёрскому составу присоединились три новых актёра, чтобы исполнить роли трёх новых персонажей в седьмом сезоне, среди которых Кори Хокинс в роли Хита, значимого и давнего персонажа комиксов, который является поставщиком припасов и верным другом Гленна Ри. Мерритт Уивер присоединилась к актёрскому составу в роли персонажа комиксов доктора Дениз Клойд, и составу также присоединился Итан Эмбри. В сентябре 2015 года было объявлено, что Ксандер Беркли получил неизвестную повторяющуюся роль, и он дебютирует во второй половине сезона, причём у Беркли есть возможность стать одним из основных актёров в седьмом сезоне. В январе 2016 года было подтверждено, что Беркли досталась роль Грегори, персонажа из комиксов. Том Пэйн присоединяется к актёрскому составу в роли вербовщика из Хиллтопа, Пола Монро. 10 ноября 2015 года было объявлено, что Джеффри Дин Морган получил роль Нигана.
Аланна Мастерсон, которая исполняет роль Тары Чамблер, взяла декретный отпуск от сезона в эпизоде «Завтра ещё не настало», так как во время съёмок этого эпизода она была на девятом месяце беременности. Она отсутствует в последних четырёх эпизодах, и это объясняется тем, что её персонаж отправляется на двухнедельные поиски припасов.

## Эпизоды
| № общий | № в сезоне | Название                                      | Режиссёр             | Автор сценария                  | Дата премьеры   | Зрители в США (млн) |
| --- | ---------- | --------------------------------------------- | -------------------- | ------------------------------- | --------------- | ------------------- |
| 68 | 1          | «Как в первый раз» «First Time Again»         | Грег Никотеро        | Скотт М. Гимпл и Мэттью Негрете | 11 октября 2015 | 14,63               |
| В серию включены чёрно-белые флэшбеки, из которых становится ясно, как зарождалась идея о том, чтобы увести огромное скопление ходячих подальше от Александрии. На следующий день после смерти Пита и Реджа Монро в Александрию возвращается группа из трёх человек во главе с Хитом. Диана запрещает хоронить тело Пита внутри стен общины, Рик с Морганом увозят его в западном направлении и закапывают в лесу. До Рика доносится странный шум, пойдя на который они обнаруживают карьер, наполненный несколькими тысячами ходячих. Выезды из карьера загорожены фурами, но, привлечённые шумом, в него постоянно падают новые мертвецы. Внезапно появляется Рон — сын Пита, следивший за Риком и Морганом. Его преследуют ходячие. Рик спасает Рона от неминуемой гибели и обещает обучить выживанию. Вернувшись в Александрию, Рик предлагает увести обнаруженных ходячих подальше. Диана поддерживает его предложение. На перекрёстке двух дорог жители общины сооружают стену из металлических щитов, для направления движения стада ходячих. Из леса выходит группа мертвецов, ввергающая "старых" жителей Александрии в ужас. Рик понимает, что они не способны защитить себя от возможных опасностей. В общине Юджин случайно слышит разговор старожилов, в котором Картер призывает остановить Рика, как представляющего опасность для всех них. Юджина обнаруживают, Картер берёт его на мушку, но появляется Рик и обезоруживает Картера. Собравшись около карьера, жители общины во главе с Риком заканчивают приготовления, но фура, загораживавшая дорогу ходячим, срывается с обрыва, и Рик решает начинать действовать немедленно. Дэрил, Абрахам и Саша уводят за собой стадо, несколько человек расчищают путь, остальные с помощью сигнальных ракет направляют ходячих и ликвидируют отбившихся от основной группы. Один из таких ходячих кусает Картера за лицо. Крики Картера могут отвлечь стадо от движения по нужному маршруту, и Рик убивает его. Внезапно с восточной стороны раздаётся громкое гудение, из-за чего часть ходячих сворачивает в лес. |            |                                               |                      |                                 |                 |                     |
| 69 | 2          | «JSS» «JSS»                                   | Дженнифер Линч       | Сет Хоффман                     | 18 октября 2015 | 12,18               |
| Во флешбек-вступлении показывают, как Энид потеряла своих родителей и нашла лагерь, оставляя по пути надписи «JSS». События переносят нас в настоящее время. Рик и Джесси все больше проявляют симпатию друг к другу. Но Рон, сын Джесси, всё еще не может отойти от того, что Рик убил его отца. Во время прогулки с Джудит, Карл видит, как Рон сидит с Энид и их взаимоотношения до сих пор остаются неясными. Внезапно на Александрию нападают «волки» (W), вооружённые холодным оружием и "Коктейлями Молотова", и Кэрол, не теряя времени, переодевается в одежду одного из убитых ею «волков» для маскировки. С дозорной башни Спенсер видит грузовик, который быстро приближается к стене, окружающую Александрию и врезается в неё. При этом срабатывает клаксон, который привлекает часть ходячих с шоссе, по которому их ведут Рик, Мишонн и остальные. Спенсер спускается вниз, чтобы выключить его. На помощь Спенсеру приходит Морган, который успел вернуться в город. Морган зовёт Спенсера с собой, спасать безоружных членов общины, но тот боится и не идёт. Жители несут большие потери, но справляются с «волками», основной вклад в победу вносит Кэрол. Нескольких нападавших Морган, с некоторых пор не убивающий людей, убеждает убраться восвояси, а одного берёт в плен. У одного из мертвых «волков» Аарон находит свой рюкзак с фотографиями Александрии и понимает, что «волки» нашли поселение из-за него. К Карлу, оставшемуся с Джудит дома, заходит Энид, которая говорит, что больше не хочет оставаться в лагере. Карлу не удается её переубедить — девушка покидает город, оставляя Карлу записку с надписью «Выживи любой ценой» (Just survive somehow — JSS). |            |                                               |                      |                                 |                 |                     |
| 70 | 3          | «Спасибо» «Thank You»                         | Майкл Словис         | Анджела Канг                    | 25 октября 2015 | 13,14               |
| Жители Александрии во главе с Риком продолжают уводить ходячих подальше от лагеря. Но из-за клаксона половина стада направляется в сторону города. План меняется: Рик говорит Гленну и Мишонн, чтобы они с оставшимися членами группы возвращались обратно в лагерь. Дэрил же должен отогнать часть стада обратно к дороге. Но тот игнорирует план Рика и оставляет Абрахама и Сашу, чтобы возглавить стадо самому. Группа, во главе с Мишон и Гленном, теряет многих товарищей. По пути обратно в лагерь, они делают привал в заброшенном городке, чтобы помочь раненым. Вскоре в городок прибывает толпа ходячих. Гленн решает их отвлечь и поджечь одно из зданий поблизости. Николас, который раньше уже был в этих местах, предлагает свою помощь, чтобы быстрее добраться до места. Гленн и Николас попадают в западню и залезают на мусорный контейнер, который очень быстро окружают ходячие. У Николаса случается приступ паники, и, сказав Гленну «спасибо», он стреляет себе в голову. Падая, он задевает Гленна, и тащит за собой вниз. Глен оказывается на земле, а Николаса, упавшего прямо на него, сразу же начинают есть ходячие. Мишонн с несколькими выжившими доходят до Александрии и видят все трупы и разрушения после налета Волков. Рик добирается до микроавтобуса. По дороге, убивая нескольких ходячих, он ранит руку о застрявший в одном из них нож. Рик останавливается и пытается связаться со своими друзьями по рации. Однако, отвечает только Дэрил, Абрахам и Саша. Сжимая свою окровавленную левую руку, он говорит, что нужно идти до конца, иначе всё то, что было до — окажется напрасным. В этот момент на Рика нападают отпущенные Морганом «волки», но ему удается со всеми справиться. Но, сев за руль, завести микроавтобус не удаётся (при нападении один из «волков» повредил выстрелами панель управления машиной). Эпизод кончается на том, что из леса прямо на микроавтобус выходит толпа ходячих. |            |                                               |                      |                                 |                 |                     |
| 71 | 4          | «Здесь и не здесь» «Here's Not Here»          | Стивен Уильямс       | Скотт М. Гимпл                  | 1 ноября 2015   | 13,34               |
| Данная серия повествует о приключениях Моргана Джонса после его последней встречи с Риком и до того момента, как он, путешествуя, нашёл знак, приглашающий в Терминус. Итак, после того как Рик, Мишонн и Карл покинули Моргана, вскоре он сам покинул городок и также отправился на восток, по дороге истребляя встреченных им ходячих. Однажды он привлекает внимание двух живых, взрослого мужчины и юноши. Те гонятся за ним с неизвестной целью, но Морган устраивает на них засаду. Мужчину он протыкает своим шестом, а юношу душит руками. Чуть позже он натыкается на домик в лесу, во дворе которого находит козу. Попытка завладеть козой заканчивается ничем. Моргана вырубает хозяин дома, в себя он приходит в зарешеченном помещении. Пленившего его мужчину зовут Истмен, он бывший тюремный психолог, занимается сельским хозяйством и боевым искусством айкидо. Несмотря на всю свою доброжелательность, Истмену далеко не сразу удаётся найти общий язык с Морганом, но со временем ему удаётся это сделать. Морган преодолевает свою агрессию к окружающим, Истмен учит его айкидо и внушает ему мысль, что каждая жизнь бесценна. Сам Истмен, как оказывается, сам уничтожая ходячих, хоронит их под их именами, если у тех при себе документы личности. Истмен рассказывает Моргану о преступнике, который расправился с его семьёй и которого он потом похитил из места заключения и посадил в ту же клетку, где сидел Морган, чтобы тот медленно умирал от голода. Позже во время очередного занятия Морган встречает убитого им юношу, но мешкает и бросившийся к нему Истмен получает укус. Кроме того, другой ходячий съедает козу. Истмен умирает, напоследок предложив Моргану идти дальше, так как оставшись в одиночестве, тот снова лишится рассудка. Морган так и делает. Похоронив Истмена, он выходит на железную дорогу и вскоре замечает знак Терминуса… Всё это Морган рассказывает захваченному в плен «волку» и спрашивает, какие выводы тот сделал из этой истории. Но «волк» заявляет, что имеет желание убить и Моргана, и всех жителей Александрии. Морган уходит, оставляя его одного в подвале. |            |                                               |                      |                                 |                 |                     |
| 72 | 5          | «Сейчас» «Now»                                | Эви Йобиан           | Кори Рид                        | 8 ноября 2015   | 12,44               |
| Когда жители Александрии приходят в себя после атаки «волков», Рик появляется у ворот, кричит, чтобы открыли ворота. За ним следует огромная толпа ходячих, которая отбилась от основного стада. Рик попадает внутрь крепости. Ходячие окружают город. Рик объясняет выжившим, чтобы они не создавали шума и света, пока вся его команда не возвратится. Аарон признаётся, что «волки» обнаружили безопасную зону из-за него, потому что в своё время он потерял сумку, в которой хранились фотографии Александрии. Многие жители общины в отчаянии и ждут скорой смерти. Пьяный Спенсер говорит Диане, что она виновата в смерти его отца и брата. Тем временем Карл говорит с Роном об Энид, которая исчезла во время атаки «волков», и просит его помочь ему найти её. Рон отказывается и грозит рассказать Рику, если Карл выйдет за стену. Тара посещает Дениз, которая пытается спасти травмированного Скотта, и видит, что Дениз не знает, что нужно делать и не хочет больше спасать человека. Мэгги, узнав о том, что Гленн и Николас не вернулись, берет в руки автомат и собирается идти искать Гленна. Аарон настаивает на сопровождении Мэгги, на том основании, что путешествие в одиночку будет слишком опасно для неё. Она соглашается и следует за ним через канализацию, которая расположена под стенами Александрии. Убив пару ходячих в канализации, они добираются до выхода, и обнаруживают, что задний конец стада находится прямо у входа в катакомбы. Мэгги признаётся, что нет другого выхода кроме как повернуть назад, и со слезами на глазах говорит Аарону, что беременна. Тем временем Джесси идёт проверить вдову Дэвида Бетси, но обнаруживает, что она совершила самоубийство и теперь превратилась в зомби. Шум привлекает внимание других горожан, и в их присутствии Джесси убивает зомбированную Бетси. Джесси рассказывает присутствующим, что она понимает, как обстоят дела, и что в новой реальности все они должны жить по-новому. Рон ищет Рика и рассказывает ему, что готов научиться обращаться с оружием. В это время Мэгги и Аарон идут к внутренней части стены Александрии, чтобы стереть имена Гленна и Николаса с мемориальной стены, которая была создана в память о погибших, в надежде, что они могут быть ещё живы. Дениз читает медицинские журналы и придумывает решение, чтобы спасти Скотта. Позже она приходит к Таре и целует её на крыльце. Вечером Рик и Диана беседуют о недавних событиях. Диана признаётся, что теперь она не может руководить городом и назначает Рика новым лидером Александрии. Позже он посещает Джесси в её гараже, и они целуются. Диана проходит вдоль стены, за которой стоят ходячие, и не замечает, что из отверстия в металле начинает течь струйка крови. |            |                                               |                      |                                 |                 |                     |
| 73 | 6          | «Всегда в ответе» «Always Accountable»        | Джеффри Ф. Дженьюэри | Хезер Беллсон                   | 15 ноября 2015  | 12,87               |
| По пути в Александрию на Абрахама, Сашу и Дэрила нападают неизвестные. Дэрила ранят, и он скрывается в лесу. Абрахам и Саша отбиваются от бандитов и они возвращаются к месту, где подбили Дэрила. В лесу Дэрила оглушают. Его связывают, и он вместе с группой из двух девушек и мужчиной отправляется в место, где те оставили свою подругу. Прибыв туда, они видят лишь ходячих, и одна из девушек, Тина, падает в обморок. Воспользовавшись ситуацией, Дэрил убегает, прихватив сумку своих пленителей. В ней он обнаруживает инсулин, как оказалось, у Тины диабет. Абрахам и Саша находят дом и остаются в нём на ночь. Дэрил возвращает сумку, взамен на деревянную фигурку, после чего маленькую группу обнаруживают люди из их бывшего лагеря. Дэрил помогает им спастись. На крыше дома Абрахам находит РПГ и выстрелы к нему. Тину убивает ходячий — её друг. Дэрил предлагает своим новым знакомым жить в Александрии, но подвергается новому нападению с их стороны и остаётся без оружия и байка. Дэрил находит в лесу фургон, подбирает Сашу и Абрахама и они едут домой. Дэрил по рации пытается связаться с Риком, ему отвечают: «Помогите!» |            |                                               |                      |                                 |                 |                     |
| 74 | 7          | «Берегись» «Heads Up»                         | Дэвид Бойд           | Ченнинг Пауэлл                  | 22 ноября 2015  | 13,22               |
| После того как Гленн был окружён ходячими, ему удалось забраться под мусорный бак. Выбираясь из-под него, Гленн замечает Энид. Она делится с ним припасами, но убегает, не отвечая на вопросы. Гленн находит Энид и убеждает её вместе идти в Александрию, но придя туда они обнаруживают, забор общины окружён ходячими. В Александрии Рик спрашивает у Моргана, действительно ли он отпустил несколько «волков» живыми. Морган подтверждает и настаивает, что поступил правильно. Тем временем Розита учит обитателей Александрии обращаться с холодным оружием, а Рик укрепляет забор. Получив у Рика урок стрельбы и пистолет, Рон крадёт патроны из оружейной. Спенсер пытается выбраться из Александрии по натяжной верёвке, чтобы найти машину и отвлечь ходячих, но срывается и едва не погибает. Рик требует согласовывать с ним подобные инициативы. Кэрол узнаёт, что Морган в подвале держит кого-то в заключении. Гленн и Энид выпускают в воздух воздушные шары, чтобы показать что они вернулись. Их сигнал замечают в Александрии, но в этот момент ветхая башня церкви теряет устойчивость и падает, открывая ходячим проход в стене. |            |                                               |                      |                                 |                 |                     |
| 75 | 8          | «С начала до конца» «Start to Finish»         | Майкл Э. Сатраземис  | Мэттью Негрете                  | 29 ноября 2015  | 13,98               |
| Ходячие наполняют Александрию через проход, открывшийся при падении башни. Рик, Мишон, Карл, Гэбриел и Диана спасаются в доме Джесси, и там они обнаруживают что Диана была укушена. Внизу Рон увлекает Карла в гараж, где пытается его убить; Карлу удаётся защититься, но шум привлекает ходячих, и всем приходится укрываться на втором этаже. Не имея другого выхода, группа решает замаскироваться под ходячих, чтобы выбраться из дома. В это время в другом здании укрываются Морган и Кэрол, а Дениз остаётся с «волком». Кэрол предпринимает попытку убить «волка», Морган пытается этому помешать. В результате потасовки «волк» смог завладеть ножом, и взял Дениз в заложники. Прибывшие Тара, Розита и Юджин не могут ему помешать, «волк» уходит вместе с Дениз. Гленн уговаривает Энид попасть в Александрию, чтобы помочь выжившим. Забравшись на стену, они видят что Мэгги в ловушке: на наблюдательном посту она окружена ходячими. Группа Рика выходит из дома, двигаясь между мертвецами, и в этот момент сын Джесси зовёт свою маму. В сцене после титров фургон, в котором едут Дэрил, Абрахам и Саша, останавливает вооружённая группа, называющей себя «Спасители»; лидер группы заявляет, что всё их имущество теперь принадлежит Нигану. |            |                                               |                      |                                 |                 |                     |
| 76 | 9          | «Выхода нет» «No Way Out»                     | Грег Никотеро        | Сет Хоффман                     | 14 февраля 2016 | 13,74               |
| После устранения патруля «Спасителей» с помощью найденного РПГ, Абрахам, Саша и Дэрил продолжают свой путь в Александрию. Рик, Карл, Мишон, Джесси, Рон и Сэм решают направиться в карьер, где стоят машины. Гэбриел берёт Джудит, чтобы переждать в церкви. «Волк» пытается выбраться из Александрии вместе с Дэниз, но вынужден спасать её, в результате чего получает укус ходячего. Вместе они пробиваются в лазарет, но по пути «волка» выстрелом убивает Кэрол. Сэм начинает паниковать, увидев зомби-ребёнка. Он начинает истерично кричать, его окружают и пожирают. Джесси не в силах отпустить руку Сэма, и тоже становится жертвой зомби. Карл не может вырвать свою руку из руки мёртвой Джесси, и Рик вынужден отрубить руку Джесси, чтобы спасти сына. Под впечатлением потери всей своей семьи, и виня в этом Рика, Рон подбирает пистолет и целится в Рика. Мишон убивает Рона ударом в спину, но пистолет стреляет, выбивая Карлу правый глаз. Мишон и Рик пробивают себе дорогу к лазарету, и там Дэниз пытается спасти жизнь Карла. В порыве гнева Рик покидает лазарет, начиная убивать ходячих. Это действие мотивирует многих других присоединиться к нему. Глен и Энид пытаются спасти Мэгги со смотровой площадки. Глен отвлекает ходячих, и уже окружён ими, когда Абрахам, Саша и Дэрил прибывают на подмогу. Дэрил сливает горючее из бензовоза в пруд и поджигает его из РПГ, в результате чего ходячие устремляются в огонь. На следующее утро выжившие смотрят на засыпанную трупами Александрию. |            |                                               |                      |                                 |                 |                     |
| 77 | 10         | «Следующий мир» «The Next World»              | Кари Скогланд        | Анджела Канг и Кори Рид         | 21 февраля 2016 | 13,48               |
| Прошёл месяц после битвы с ходячими в Александрии. Рик и Дэрил отправляются наружу, чтобы пополнить запасы, и встречают человека, который представляется как Иисус. Иисус крадёт у Рика ключи от машины и угоняет найденный грузовик с провизией. Рик и Дэрил пускаются в погоню и отбивают свою добычу. В драке Иисус спасает жизнь Дэрила, выстрелив в ходячего. В итоге грузовик скатывается в озеро и тонет, Иисус получает сильный удар по голове, Рик и Дэрил везут его в Александрию. Тем временем Мишон уходит в лес вслед за Спенсером, они встречают его мать Диану, ставшую ходячей. Спенсер убивает её и хоронит. Иисусу оказывают помощь и оставляют в качестве заключённого. После тяжёлого дня Рик и Мишон занимаются любовью. Их будит вооружённый Иисус, со словами «Рик, нам надо поговорить». |            |                                               |                      |                                 |                 |                     |
| 78 | 11         | «Узлы развязаны» «Knots Untie»                | Майкл Э. Сатраземис  | Мэттью Негрете и Ченнинг Пауэлл | 28 февраля 2016 | 12,79               |
| Иисус сообщает Рику про своё место — Хиллтоп — сообщество жителей, которые вынуждены отдавать «Спасителям» половину запасов, в том числе и выращиваемой еды. Взамен «Спасители» не нападают на это поселение. Недостаток припасов заставляет группу Рика поехать в Хиллтоп, для переговоров об обмене. По пути им приходится остановиться, чтобы спасти людей Иисуса, прячущихся от ходячих. Переговоры в Хиллтоп прерываются, когда несколько жителей возвращаются от Нигана. Один из этих людей, Итэн, по приказу Нигана пытается убить Грегори, лидера поселения. Рик убивает Итэна, и Грегори удаётся спасти. Мэгги заключает с Грегори сделку, по которой Александрия получает половину всех припасов Хиллтопа, а Рик и его группа берёт на себя задачу по устранению Нигана и его «Спасителей». Мэгги проходит в Хиллтопе УЗИ-обследование. Абрахам обдумывает свои чувства к Саше и Розите, спрашивая других о том, стоит ли создавать семью в таком нестабильном мире. |            |                                               |                      |                                 |                 |                     |
| 79 | 12         | «Завтра ещё не настало» «Not Tomorrow Yet»    | Грег Никотеро        | Сет Хоффман                     | 6 марта 2016    | 12,82               |
| По возвращении Рик говорит, что им придётся сражаться, Кэрол потрясена и размышляет об этом над могилой Сэма. Рик готовит превентивный удар по «Спасителям», и его поддерживают все, кроме Моргана. Кэрол преследуют мысли о тех кого она уже убила, её успокаивает Тобин, и они целуются. Перед выступлением Абрахам разрывает отношения с Розитой, она зла на него и убита горем. Большая часть группы Рика, а также Аарон, Хит, Гэбриел, Иисус и Энди выдвигаются к месту, где базируются «Спасители». Обманув охранников, предъявив им фальшивую голову Грегори, они спасают заложника — Крейга, и начинают методично убивать спящих «Спасителей» одного за другим, но одному из них удаётся включить сирену. Иисус и Тара отсылают Энди с Крейгом в Хиллтоп, с тем чтобы показать, что сделка выполнена. Кэрол останавливает Мэгги от участия в сражении. Борьба переходит в перестрелку, но группе Рика удаётся избежать потерь. Утром Тара и Хит отбывают на запланированную поездку за припасами. Оставшиеся видят как оставшийся в живых «спаситель» пытается сбежать на мотоцикле Дэрила. Пока Дэрил бьёт его, из рации раздаётся женский голос, приказывающий сложить оружие, и упоминает Мэгги и Кэрол. |            |                                               |                      |                                 |                 |                     |
| 80 | 13         | «В одной лодке» «The Same Boat»               | Билли Джирхарт       | Анджела Канг                    | 13 марта 2016   | 12,53               |
| Группа, состоящая из Паулы, Мишель, Монни и Донни, схватила Мэгги и Кэрол. Они наблюдают как группа Рика взяла в заложники Примо. Чувствуя себя в невыгодном положении, группа Паулы с заложниками скрываются в коридорах здания скотобойни, ожидая подкрепления. Кэрол ведёт себя кротко и ей удаётся остаться неохраняемой и освободиться, а затем освободить Мэгги. Мэгги настаивает на убийстве своих похитителей, а Кэрол пытается убедить Паулу бежать, но оказывается вынуждена её убить. После этого Кэрол и Мэгги устраивают огненную ловушку для прибывшего подкрепления. Эпизод заканчивается встречей с группой Рика. На вопрос про Нигана, Примо утверждает что это он Ниган, и Рик убивает его. Кэрол шокирована этим. |            |                                               |                      |                                 |                 |                     |
| 81 | 14         | «Гораздо дальше» «Twice as Far»               | Олрик Райли          | Мэттью Негрете                  | 20 марта 2016   | 12,69               |
| Абрахам и Юджин находят мастерскую, которая пригодна для изготовления боеприпасов. Абрахам уходит, после того как Юджин заявляет, что больше не нуждается в его защите. Тем временем Дэрил, Розита и Дэниз совершают вылазку в поисках медикаментов. Дэниз погибает от стрелы Дуайта, он и «Спасители» держат на прицеле Дэрила и Розиту, и удерживают Юджина в заложниках. На выручку приходит Абрахам, а Юджин кусает Дуайта в пах. В результате перестрелки Дуайт и выжившие «Спасители» отступают, Юджин ранен, Дэрил возвращает свой арбалет. Кэрол, не имеющая больше сил убивать людей, покидает Александрию, и в своей записке просит не следовать за ней. |            |                                               |                      |                                 |                 |                     |
| 82 | 15         | «Восток» «East»                               | Майкл Э. Сатраземис  | Скотт М. Гимпл и Чаннинг Пауэлл | 27 марта 2016   | 12,38               |
| Пока Александрия ожидает атаки со стороны «Спасителей», Кэрол сбегает на машине, но натыкается на патруль «Спасителей», которые хотели бы использовать её для прохода в Александрию. Кэрол расстреливает патруль, но один из них выживает и ранит её. Рик и Морган идут по кровавому следу, в ходе поисков они натыкаются на случайного человека, которого бы пристрелил Рик, если бы Морган не помешал. Морган рассказывает Рику про «волка», которого держал в подвале, отсылает Рика назад в Александрию и продолжает поиски. Тем временем Дэрил охотится за Дуайтом, снедаемый желанием исправить свою ошибку и отомстить за Дэниз. Гленн, Мишон и Розита находят Дэрила и пытаются его вернуть. В итоге все четверо оказываются схваченными Дуайтом и «Спасителями». В конце Дуайт стреляет в Дэрила и экран забрызгивает кровью. |            |                                               |                      |                                 |                 |                     |
| 83 | 16         | «Последний день на Земле» «Last Day on Earth» | Грег Никотеро        | Скотт М. Гимпл и Мэттью Негрете | 3 апреля 2016   | 14,19               |
| Беременной Мэгги нужна медицинская помощь. Рик, Карл, Абрахам, Юджин, Саша и Аарон пытаются на фургоне доставить её к доктору в Хиллтоп, но «Спасители» перекрыли все дороги автомобилями, баррикадами и скованными ходячими. Абрахам в пути признаётся Саше, что готов создать с ней семью. Морган сперва находит потерянную лошадь, затем находит Кэрол и оказывает ей медицинскую помощь, но она вновь сбегает и на неё нападает раненый, но выживший «спаситель». Кэрол получает два огнестрельных ранения, но появляется Морган и убивает «спасителя», преступив через свои убеждения. На звук выстрелов выходят двое мужчин в броне, один из них — владелец найденной лошади, и Морган просит у них помощи. Юджин вызывается сесть за руль фургона и стать отвлекающей приманкой для «Спасителей», пока группа Рика вместе с Мэгги на носилках пытается в темноте пробраться в Хиллтоп пешком. Однако они оказываются окружёнными и разоружёнными большой группой «Спасителей». Юджин, Гленн, Мишонн, Розита и Дэрил также здесь, у них в руках. Появляется Ниган и предлагает выбор: работать на него, как жители Хиллтопа, или умереть. Чтобы продемонстрировать серьёзность намерений и отомстить за своих погибших людей, Ниган убивает одного из пленников. |            |                                               |                      |                                 |                 |                     |

## Реакция

### Реакция критиков
Шестой сезон «Ходячих мертвецов» получил положительные отзывы от критиков. На сайте Metacritic сезон получил оценку 79 из 100, что указывает на «в целом благоприятные отзывы». На сайте Rotten Tomatoes рейтинг сезона составляет 76% на основе 25 отзывов, со средней оценкой 7,37/10. Критический консенсус сайта гласит: «Шестой сезон „Ходячих мертвецов“ по-прежнему находит пути самоулучшения, несмотря на отдельные замедления, которые мало делают для продвижения сюжета». Мэтт Фоулер из IGN дал всему сезону оценку 6,8/10. Подводя итог, он сказал: «В 6-м сезоне „Ходячих мертвецов“ есть несколько больших моментов, но в то же время они рушились под лавиной притворства и обмана». Он похвалил эпизод с прошлым Моргана («Здесь, не здесь») и сюжетную арку Кэрол, а также «череду великолепных, жестоких эпизодов во [второй половине сезона]». Его основными критическими замечаниями в этом сезоне были «смерть» Гленна (и другие дешёвые притворства/ненужные клиффхэнгеры) и то, что «персонажи стали делать глупые выборы».

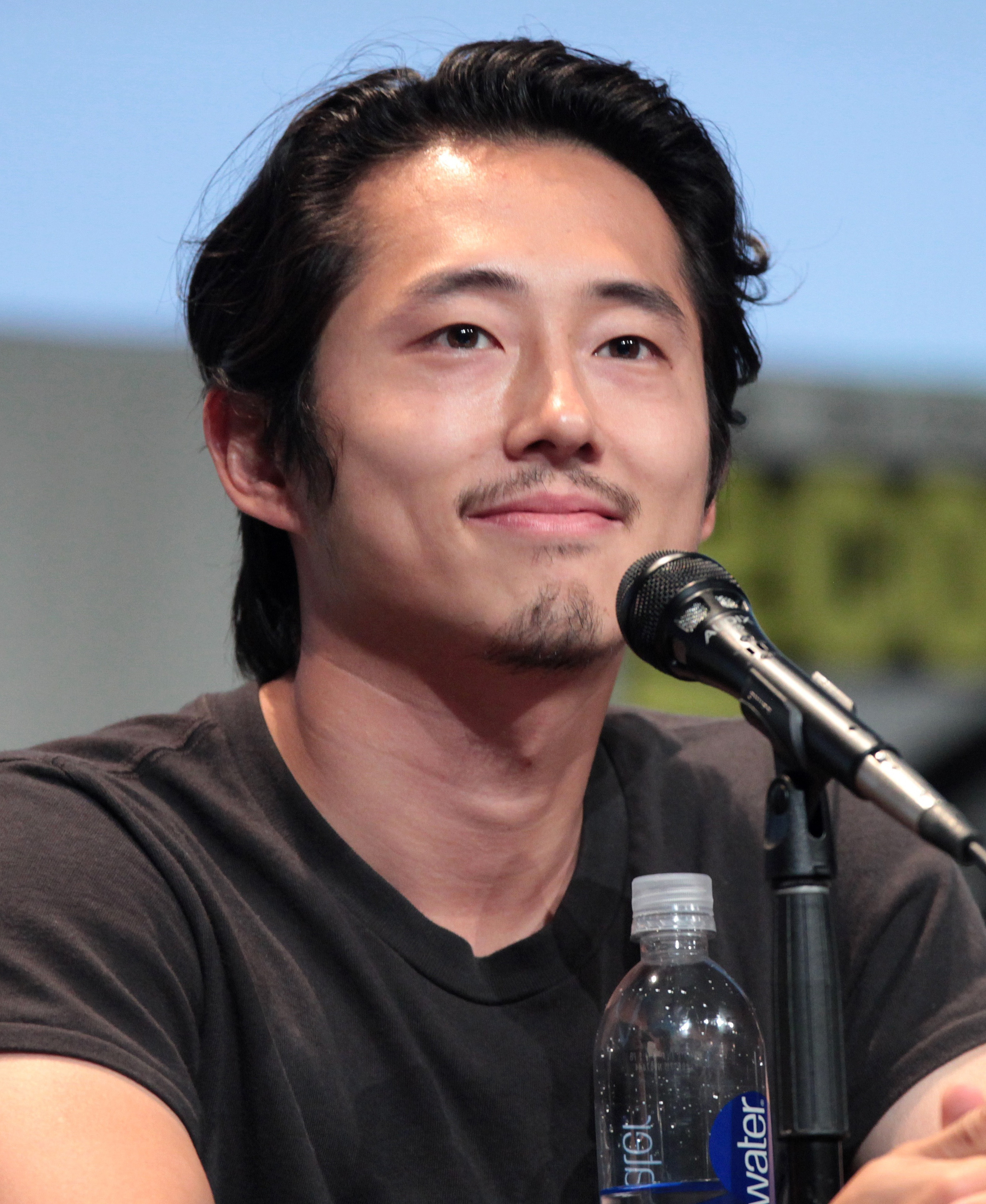
Сюжетная линия, окружающая персонажа Стивена Ёна, Гленна, была источником критики.

Фальшивая смерть Гленна в третьем эпизоде, «Спасибо», была главным источником противоречий. «The Hollywood Reporter» жёстко раскритиковал решение сценаристов создать эту сюжетную линию. Дэниел Финберг чувствовал равнодушие относительно этого решения и сказал: «Я не уверен, что меня волнует то [...] как его смерть повлияет на персонажей. Если он мёртв, то потерю больше всего будет переживать Мэгги, но у Мэгги умерла сестра несколько эпизодов назад, так что больше нет никаких вариантов заставить Лорен Коэн плакать, независимо от того, насколько убедительно она это делает. Для меня „Ходячие мертвецы“ утратили всё, что когда-либо их связывало с людьми, и независимо от того, будет ли Гленн жить или умрёт, теперь всё чувствуется механическим». Тим Гудман выразил шок по поводу концепции того, что Гленн потенциально может быть жив, сказав: «Честно говоря, я не думаю, что шоураннер Скотт М. Гимпл настолько глуп, чтобы каким-то образом подделать эту смерть, не учитывая, насколько неправдоподобно было бы для Гленна пережить её». «The Hollywood Reporter» позже заявил, что шоу «потеряло свою правдоподобность», когда выяснилось, что Гленн жив в седьмом эпизоде, «Берегись». Скотт М. Гимпл ответил на полемику вокруг этого вопроса. Он сказал: «У нас были примеры людей в очень эмоциональном состоянии — Тайриз, прыгающий в середину большого полчища ходячих и пытаясь пройти сквозь них; мужчина отрезал себе руку и пробирается через универмаг, заполненный ходячими. Эти вещи — часть этого мира. Гленну не повезло, когда из-за Николаса, который покончил с собой, он упал с мусорного контейнера, но [Гленну] повезло, когда Николас упал на него. Есть очень много специфических фактов об этом, которые, я думаю, многие люди как бы неправильно поняли. Но разбирая это покадрово... Я думаю, что мы прошли этот этап. Я не думаю, что это вообще какой-то новый случай, который нарушил правила нашего шоу. Я думаю, что это очень похоже на всё, что мы делали раньше. Я не думаю, что здесь есть проблема с правдоподобностью». Эрик Каин из «Forbes» чувствовал, что это решение разрушило сюжетную линию Гленна. Он объявил 6-й сезон «неоднозначным» и был разочарован решением отложить судьбу Гленна на 3 эпизода. Он сказал: «...шоураннеры по существу отказывались продвигать сюжет вперёд в течение трёх эпизодов. Мы получили одну хорошую предысторию, а затем два эпизода, где почти ничего не происходит с теми, кто нам дорог. Мы узнали, что Мэгги беременна, и это всё». Говоря о подтверждении того, что Гленн жив, Каин чувствовал, что решение было «неправдоподобным» из-за непоследовательности его падения и трюков с углом камеры. Он также чувствовал, что решение «[растягивать] это в течение нескольких недель» «эффективно убило всё напряжение [...] в конце 3-го эпизода». Брайан Мойлан из «The Guardian» также был критически настроен, сказав: «Гленн жив, и „Ходячие мертвецы“ уже никогда не будут прежними... Они скорее бы убили главного героя, чем тянули хромую подмену. До этого момента».
В то время как первая половина сезона подверглась сильной критике, многие эпизоды из второй половины были одобрены критиками. Эпизод «Выхода нет», который разрулил предыдущие клиффхэнгеры, получил большую похвалу. «Следующий мир» получил очень положительные отзывы за его более лёгкий тон и роман между главным героем Риком Граймсом и Мишонн как от фанатов, так и от критиков, в частности от «The Guardian» и «The A.V. Club». Последующие эпизоды получили похвалу, особенно эпизод «Завтра ещё не настало». «В одной лодке» был высоко оценён за его «сильный женский фокус». Джереми Эгнер из «The New York Times» положительно отозвался о развитии персонажа Кэрол. Он восхищался сложностью разделения между хитростью и реальными эмоциями Кэрол, сказав: «Как всегда, Кэрол сделала всё необходимое, чтобы выжить и защитить своих соратников, и сделала это особенно жестоко [...] но она, кажется, всё больше и больше не может избежать расплаты с пошлиной. „Ты в порядке?“ — спросил Дэрил, когда он пришёл. „Нет“, — она ответила, и это было до того, как Рик казнил оставшегося Спасителя прямо у неё на глазах. Потребуется больше, чем несколько молитв „Аве Мария“, чтобы этот образ, среди многих других, исчез».
Финальный эпизод, «Последний день на Земле», получил смешанные (больше негативных) отзывов, причём многие критиковали клиффхэнгер. Это вызвало негативную реакцию в социальных сетях как со стороны фанатов, так и со стороны критиков. В то время как выступление Джеффри Дина Моргана в роли Нигана было высоко оценено, эпизод был в основном раскритикован за его концовку с клиффхэнгером. На Rotten Tomatoes рейтинг эпизода составляет 44% со средней оценкой 6,55 из 10, на основе 32 отзывов. Критический консенсус эпизода гласит: «Несмотря на восхитительно зловещее выступление Джеффри Дина Моргана в роли Нигана, извилистый „Последний день на Земле“ — и его манипулятивный финал с клиффхэнгером — создают неутешительный финал сезона». Зак Хэндлен из «The A.V. Club» дал эпизоду оценку «C», самую низкую оценку, данную сайтом для шоу на сегодняшний день, и прокомментировал: «Проблема почти во всём остальном. Через секунду мы доберёмся до Нигана и до этого клиффхэнгера, который „настолько идиотского, что даже смешной“, но прежде чем мы это сделаем, давайте посмотрим множество моментов, где „Последний день на Земле“ скатился. Даже название плохое — не само по себе». Эмили Вандерверфф из «Vox» дала эпизоду отрицательный отзыв, назвав его худшим эпизодом шоу на сегодняшний день, и комментируя: «Сверхдлинный эпизод провёл свой первый час, драматизируя всё волнение вашего GPS, настаивающего на том, чтобы вы выбрали дорогу, которая, как вы уже знаете, закрыта, а последние полчаса утонули в нескольких приятно жутких моментах со слишком длинным монологом и совершенно неудачным клиффхэнгером». Тем не менее, она положительно оценила введение Нигана.
| Графики недоступны из-за технических проблем. См. информацию на Фабрикаторе и на mediawiki.org. - Сезон 6 (2015–16): Процент положительных отзывов на сайте Rotten Tomatoes |

### Награды
На 42-й церемонии премии «Сатурн», шестой сезон «Ходячих мертвецов» получил семь номинаций и победил в трёх. Сезон победил в категориях лучший телесериал в жанре хоррор, лучшая телеактриса второго плана (Данай Гурира) и лучшая роль молодого актёра в телесериале (Чендлер Риггз). Остальными номинациями были лучший телеактёр (Эндрю Линкольн), лучшая телеактриса второго плана (Това Фелдшу и Мелисса Макбрайд) и лучшая гостевая роль в телесериале (Джон Кэрролл Линч).
Сезон также получил две номинации на премию «Эмми» на 68-й творческой церемонии вручения премии: лучший сложный грим в сериале, мини-сериале, телефильме или специальной программе и лучшие визуальные эффекты на втором плане (обе за эпизод «Выхода нет»). Кроме того, этот сезон был номинирована на премию Гильдии киноактёров США за лучший каскадёрский ансамбль в телесериале на 22-й и 23-й церемониях вручения премии за обе соответствующие половины сезона. За исполнение роли Нигана, Джеффри Дин Морган победил в категории лучший приглашённый актёр в драматическом сериале на 7-й церемонии вручения премии «Выбор телевизионных критиков» за его появление в финале сезона, а также в первой половине седьмого сезона.

### Рейтинги
Премьеру шестого сезона «Ходячих мертвецов» («Как в первый раз») посмотрело 14,63 миллионов зрителей во время первого показа на AMC в США. Количество зрителей немного снизилось по сравнению с рекордной премьерой предыдущего сезона («Нет Святилища») и премьерой четвёртого сезона («30 дней без происшествий»), но это был самый просматриваемый телесериал в этот вечер. В финале сезона («Последний день на Земле») доля зрителей составила 6,9/15 среди зрителей категории возраста 18-49 лет, и его посмотрело 14,19 миллионов зрителей, что стало значительным увеличением по сравнению с предыдущим эпизодом («Восток»), доля которого составила 5,9/15, и его посмотрело 12,38 миллионов зрителей. Это также было значительно ниже, чем рейтинги пятого финала пятого сезона («Победить»), который посмотрело 15,78 миллионов зрителей, и его доля составила 8,2/15.
| №  | Название                  | Дата показа     | Рейтинг (18—49) | Зрителей (миллионов) | DVR (18—49) | Зрителей DVR (миллионов) | Всего (18—49) | Всего зрителей (миллионов) |
| -- | ------------------------- | --------------- | --------------- | -------------------- | ----------- | ------------------------ | ------------- | -------------------------- |
| 1  | «Как в первый раз»        | 11 октября 2015 | 7,4             | 14,63                | 2,7         | 4,87                     | 10,1          | 19,501                     |
| 2  | «JSS»                     | 18 октября 2015 | 6,2             | 12,18                | 2,5         | 4,90                     | 8,7           | 17,081                     |
| 3  | «Спасибо»                 | 25 октября 2015 | 6,7             | 13,14                | 2,8         | 5,06                     | 9,5           | 18,201                     |
| 4  | «Здесь, не здесь»         | 1 ноября 2015   | 6,8             | 13,34                | 2,7         | 4,83                     | 9,5           | 18,171                     |
| 5  | «Сейчас»                  | 8 ноября 2015   | 6,2             | 12,44                | 2,6         | 4,67                     | 8,8           | 17,111                     |
| 6  | «Всегда в ответе»         | 15 ноября 2015  | 6,5             | 12,87                | 2,2         | 4,15                     | 8,7           | 17,021                     |
| 7  | «Берегись»                | 22 ноября 2015  | 6,7             | 13,22                | N/A         | N/A                      | N/A           | N/A                        |
| 8  | «С начала до конца»       | 29 ноября 2015  | 7,0             | 13,98                | 2,3         | 4,30                     | 9,3           | 18,281                     |
| 9  | «Выхода нет»              | 14 февраля 2016 | 6,8             | 13,74                | 3,2         | 6,25                     | 10,0          | 19,99                      |
| 10 | «Следующий мир»           | 21 февраля 2016 | 6,6             | 13,48                | 2,6         | 4,94                     | 9,2           | 18,421                     |
| 11 | «Узлы развязаны»          | 28 февраля 2016 | 6,1             | 12,79                | 2,6         | 4,96                     | 8,7           | 17,761                     |
| 12 | «Завтра ещё не настало»   | 6 марта 2016    | 6,1             | 12,82                | 3,2         | 5,78                     | 9,3           | 18,60                      |
| 13 | «В одной лодке»           | 13 марта 2016   | 6,0             | 12,53                | 2,6         | 5,04                     | 8,6           | 17,57                      |
| 14 | «Гораздо дальше»          | 20 марта 2016   | 6,0             | 12,69                | 3,1         | 5,70                     | 9,1           | 18,38                      |
| 15 | «Восток»                  | 27 марта 2016   | 5,8             | 12,38                | 2,4         | 4,53                     | 8,2           | 16,911                     |
| 16 | «Последний день на Земле» | 3 апреля 2016   | 6,9             | 14,19                | 2,7         | 5,17                     | 9,6           | 19,36                      |

↑  Рейтинги Live +7 были недоступны, так что вместо них были использованы рейтинги Live +3.

## Домашние носители
Шестой сезон был выпущен на DVD и Blu-ray 23 августа 2016 года.